# Hydraulischer Rettungssatz

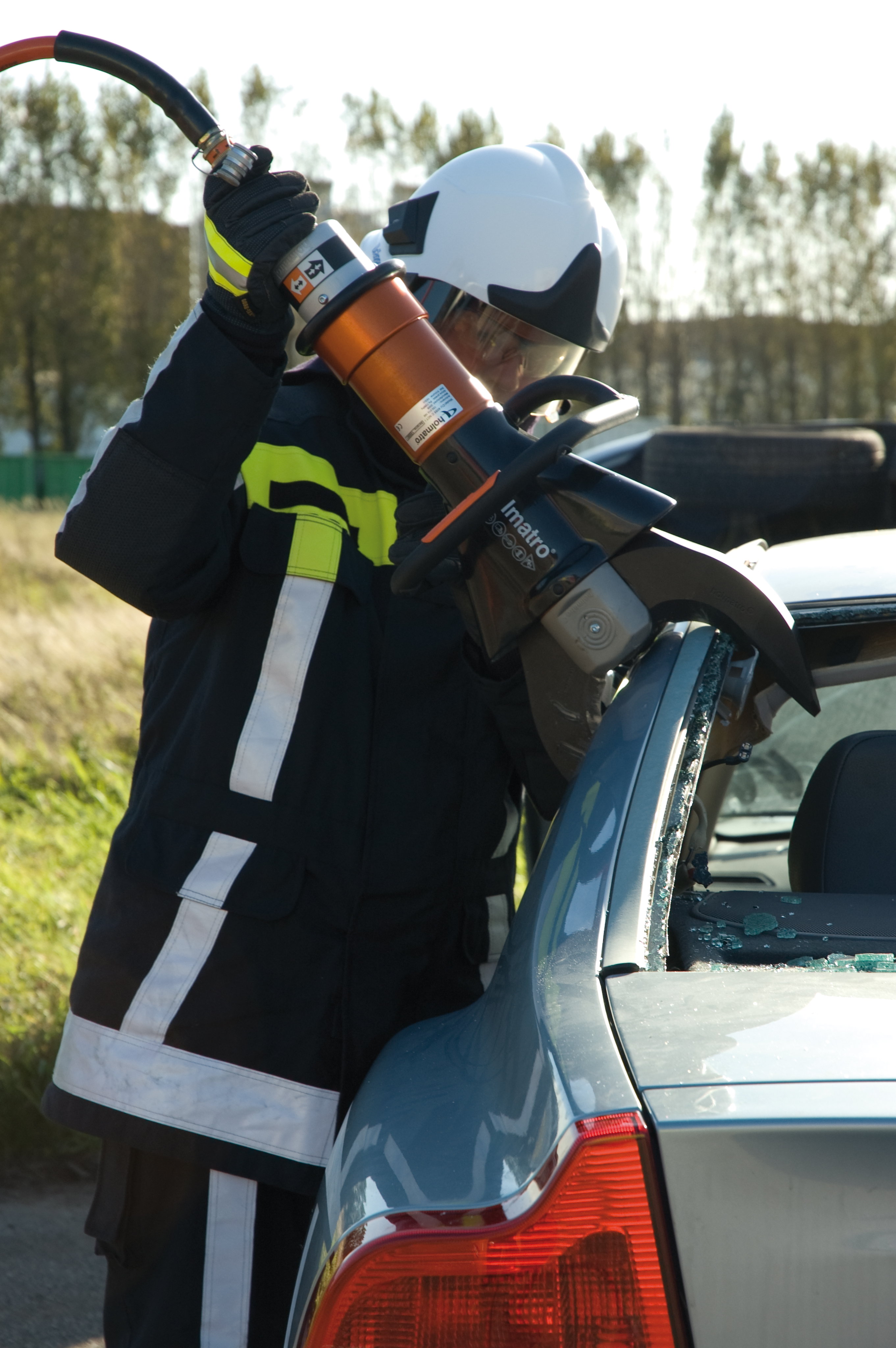
Rettungsschere beim Zertrennen der C-Säule eines Volvo S60

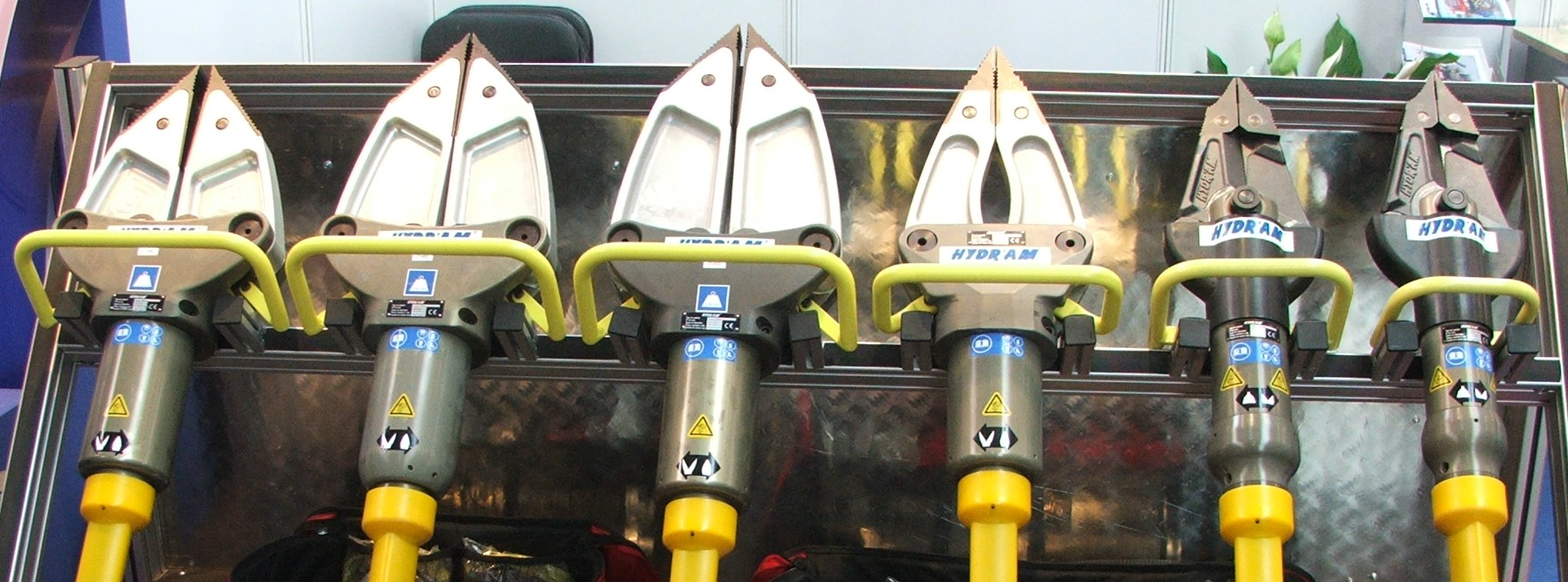
Spreizer in verschiedenen Größen

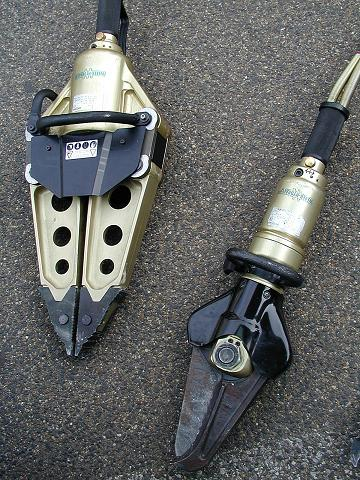
Rettungsspreizer (links) und -schere (rechts)

Der hydraulische Rettungssatz ist eine Zusammenstellung von hydraulischen Geräten mit Zubehör, welche durch Aggregate (Motorpumpe bzw. Motorpumpenaggregat) betrieben werden; es gibt aber, z. B. als Notbehelf, auch manuell betriebene Rettungssätze. Hydraulisches Rettungsgerät wird zur Rettung und Bergung von Menschen bei Unfällen auf der Straße oder der Schiene und bei sonstigen Unglücksfällen eingesetzt. Hauptsächlich sind Feuerwehren und das Technische Hilfswerk mit diesen Geräten ausgestattet. Auch militärische Einheiten, die für diese Tätigkeiten herangezogen werden (in Deutschland zum Beispiel die Bundeswehrfeuerwehr), verwenden hydraulische Rettungssätze.
Im Einsatz sind Rettungsscheren seit den 1970er Jahren. So wurde im Jahr 1974 in Österreich die erste Rettungsschere an die Freiwillige Feuerwehr in Reutte übergeben. Sie wurde damals mit einem Zweitakt-Motor angetrieben.

## Aufbau

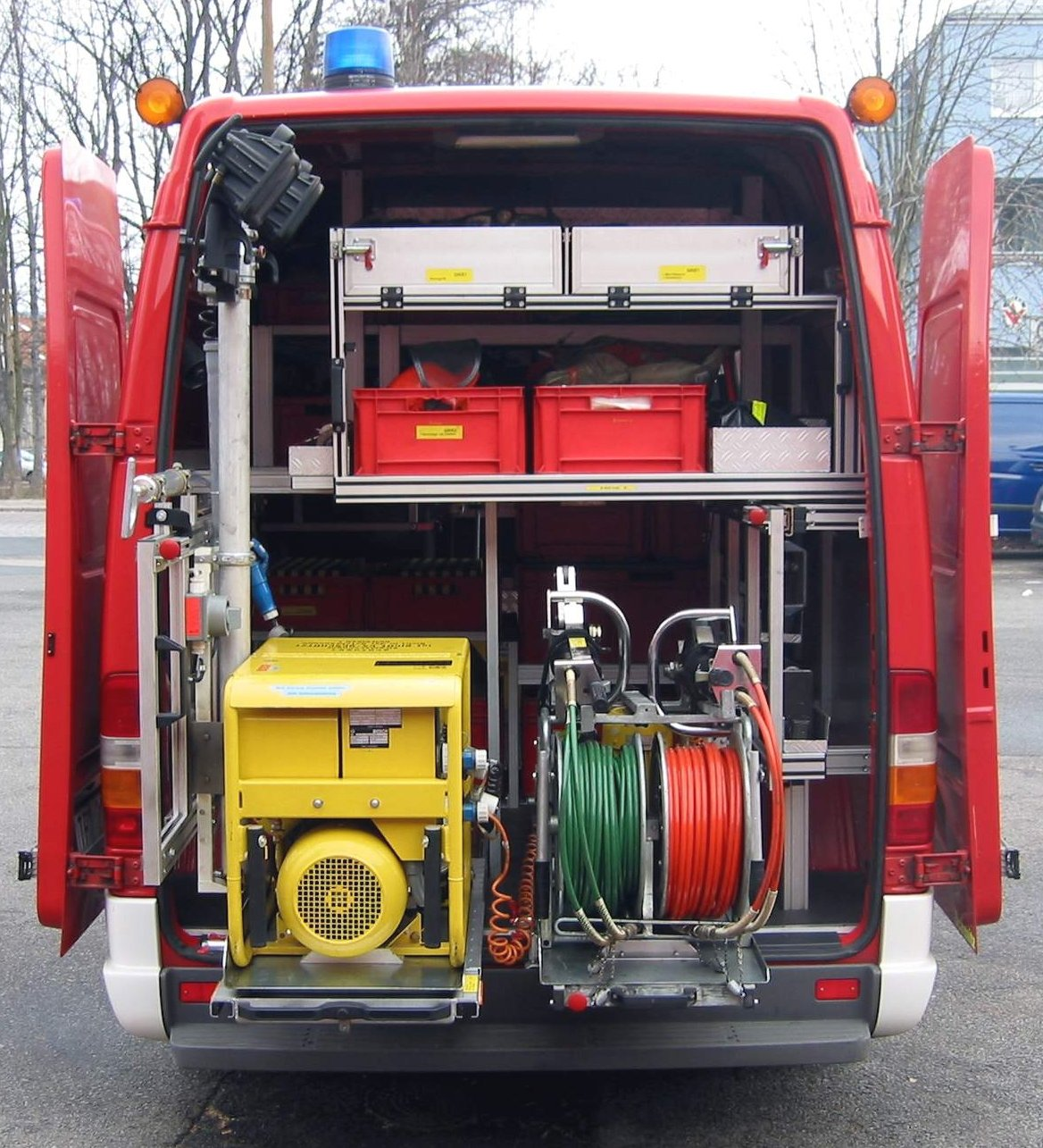
Heckansicht eines Feuerwehrfahrzeuges mit Rettungssatz unten rechts

Ein Rettungssatz besteht entweder aus einem separaten (Rettungs-)Spreizer und einer Rettungsschere, eventuell ergänzt durch einen oder mehrere Rettungszylinder, sowie ggf. zusätzlichem Gerät, oder einem Kombigerät, das die Funktion von Spreizer und Schere in sich vereint. Diesen Vorteil erkauft man sich aber mit einer geringeren Öffnungsweite des Spreizers und einer etwas geringeren Schnittkraft. Der hydraulische Rettungssatz wird von einer Hydraulikpumpe mit derzeit ca. 700 bar, bei manchen Modellen aber auch deutlich mehr, angetrieben. Da Pumpe und Arbeitsgeräte voneinander getrennt sind, werden diese durch Hydraulikschläuche verbunden. Die Schläuche befinden sich zur besseren Handhabbarkeit oft auf Haspeln. Bei kleineren Arbeitswerkzeugen sind diese oft schon mit den Schläuchen verbunden und somit schneller einsatzbereit. Die Geräte sind bis etwa 40 m Tiefe auch unter Wasser einsetzbar.
Neben den aggregatbetriebenen Geräten gibt es auch Akkugeräte, die in einem Gehäuse Akku, Hydraulikpumpe und Werkzeug vereinen. Durch den Akku, die Pumpe und den Ölvorrat sind Akkugeräte schwerer als Geräte mit externer Versorgung. Diese Modelle weisen zudem lediglich die Schutzart IP54 auf (Strahlwasser), können aber oft durch optionale Abdeckungen IP68 erreichen, wobei die Hersteller keine weiteren Angaben zur Wassertiefe machen, also von nur 1 m auszugehen ist.

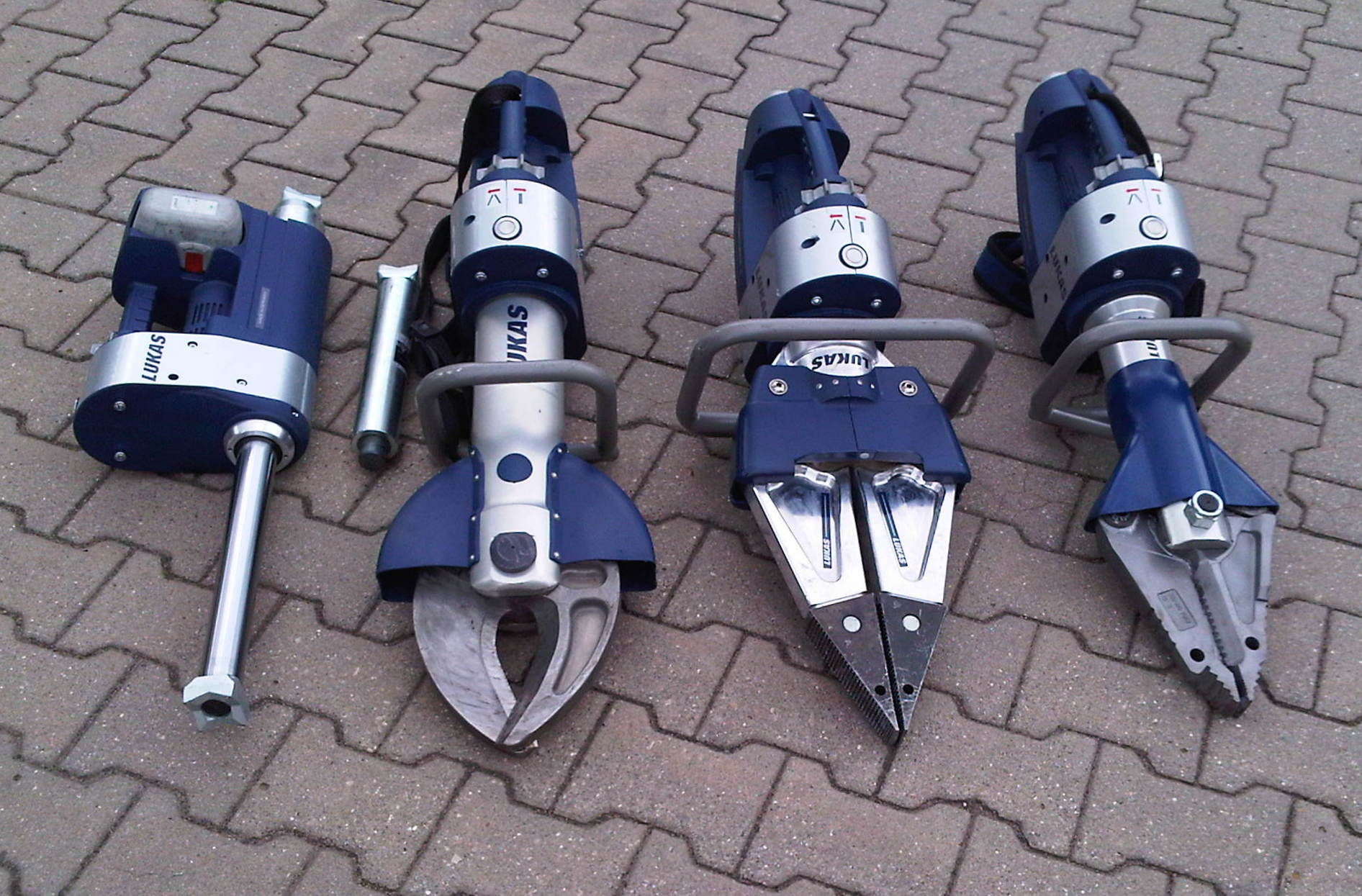
Akkubetriebener Hydraulischer Rettungssatz mit Rettungszylinder, -schere, -spreizer und Kombigerät (von links).

Im Fall von Massenunfällen bieten die Geräte bessere Mobilität und Reichweite als schlauchgebundene. Die Geräte ab dem Baujahr 2011 sind von den meisten europäischen Herstellern entsprechend den Anforderungen von DIN/EN 13204 und NFPA 1936 für Umgebungstemperaturen von −20 bis +55 °C ausgelegt. Allerdings gibt es für akkubetriebene Rettungsgeräte noch keine Vorschriften in diesen beiden Normen, wodurch sie auch nicht nach diesen zertifiziert werden können.

## Wirkprinzip

Animation Hydraulikzylinder

Der hydraulische Rettungssatz entfaltet seine Wirkung durch einen doppelt wirksamen Hydraulikzylinder. Durch ein Ventil kann der Ölstrom durch die Hydraulikpumpe in zwei Richtungen erfolgen, sodass die Geräte sowohl Druck als auch Zug ausüben können. Ob sich die Schere bzw. der Spreizer öffnet oder schließt, sprich, in welche Richtung das Öl gepumpt wird, wird durch eine Steuerung am hinteren Griffende geregelt, welche Stellteil genannt wird. Wird das Stellteil losgelassen, so verharrt das hydraulische Rettungsgerät in der momentanen Position. Somit ist ein unbeabsichtigtes Öffnen oder Schließen technisch ausgeschlossen.
Mit hydraulischen Rettungsgeräten kann sehr präzise, funkenfrei und nahezu lautlos gearbeitet werden, was vorteilhaft für eine patientengerechte Rettung ist, weil unnötiger, psychisch belastender Lärm vermieden wird. Ebenso werden Verletzte durch das erschütterungsfreie Arbeiten, das die Geräte ermöglichen, geschont.

### Rettungsspreizer
Der Rettungsspreizer, auch schlichtweg Spreizer genannt, dient zum Auseinanderspreizen, von beispielsweise verklemmten oder deformierten Autotüren oder zum Wegdrücken von Wrackteilen. Er kann allerdings auch zum Zusammendrücken oder Anheben verschiedener Materialien benutzt werden. Durch die multifunktional gestalteten Spreizerbacken – sie bestehen aus gesenkgeschmiedetem und gehärtetem, scharfkantigem Stahl – ist es auch möglich, in kleinste Spalten zu kommen, bzw. Blech zu schälen. Mit einem speziellen Kettensatz kann mit dem Spreizer auch gezogen werden, um beispielsweise zum Befreien von Verletzten die Lenksäule eines Kraftfahrzeugs wegzuziehen. Diese Methode ist jedoch auf Grund der heutigen Bauweise der Lenksäulen mit Kardangelenken nicht mehr gebräuchlich. Stattdessen kommen heutzutage Rettungszylinder (siehe weiter unten) zum Einsatz mit denen der gesamte Motorblock nach vorne weggeklappt wird. 
Beispielhafte Leistungsdaten eines Rettungsspreizers in der mittleren Leistungsklasse
Öffnungsweite der Spreizerarme
bis ca. 800 mm
Spreizkraft
ca. 450 kN
Zugkraft
ca. 99 kN
Quetschkraft
ca. 120 kN
Hydraulikdruck
350–700 bar

### Rettungsschere

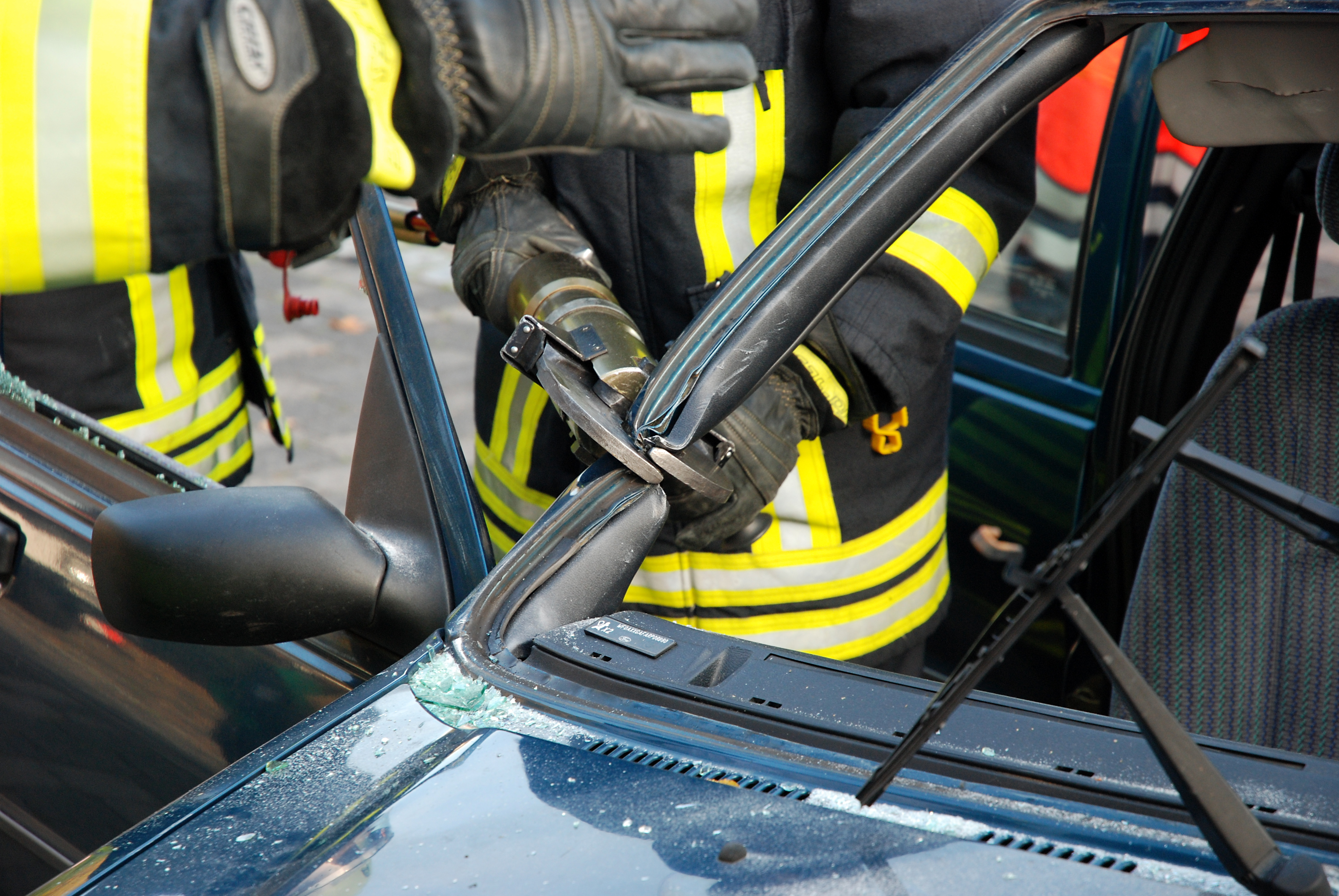
Rettungsschere

Die hydraulische Rettungsschere (seltener auch hydraulisches Schneidgerät genannt) dient zum Durchtrennen von Materialien bei einem Verkehrsunfall, beispielsweise zum Abtrennen des Autodaches.
Die immer weiter fortschreitende Verbesserung der passiven Sicherheit im Pkw-Bereich bringt durch die in den Fahrzeugen verbauten Materialien und Spezialprofile zusätzliche Probleme für die Feuerwehren mit sich. So sind zum Beispiel die B-Säulen moderner Pkw so stabil gearbeitet, dass Rettungsscheren mit einer maximalen Schneidkraft von über 1,25 MN erforderlich sind. Rettungsscheren dieser Stärke sind wegen ihres hohen Eigengewichts jedoch nicht einfach zu handhaben.
Ebenso wird die Arbeit durch den Einbau zusätzlicher Airbags erschwert, da die pyrotechnischen Gasgeneratoren dieser Einrichtungen beim Durchtrennen zerbersten können. Sie stellen somit eine große Gefahr für Umstehende und arbeitende Feuerwehrleute dar (siehe hierzu auch AIRBAG-Regel).
Auch stellen die immer härter werdenden Karosserieteile (vor allem die Fahrzeugsäulen) die Schneidgeräte vor immer neue Probleme. Reicht die Kraft der Scheren hier nicht mehr aus, um die Säulen zu durchtrennen, muss entweder im Vorfeld Material beseitigt werden oder die Säule wird mit Hilfe von Rettungszylindern ausgerissen. Die Gasdruckdämpfer (z. B. an der Heckklappe oder der Motorhaube) sowie die Türscharniere stellen dagegen für moderne Schneidgeräte kein Problem mehr dar.
Die hydraulische Rettungsschere wurde ursprünglich von dem Wuppertaler Wilhelm Fischbach zum Durchtrennen der oft armdicken Telefon-Erdkabel der Post entwickelt, die bis Anfang der siebziger Jahre noch mühevoll mit Eisensägen getrennt wurden. Erst später kam man auf den Gedanken, diese Scheren für das Freischneiden von eingeklemmten Personen aus verunfallten Fahrzeugen zu nutzen. Vorher geschah dies unter Anwendung von Schneidbrennern oder Trennscheiben unter dem Risiko akuter Brand- bzw. Explosionsgefahr.

### Rettungszylinder

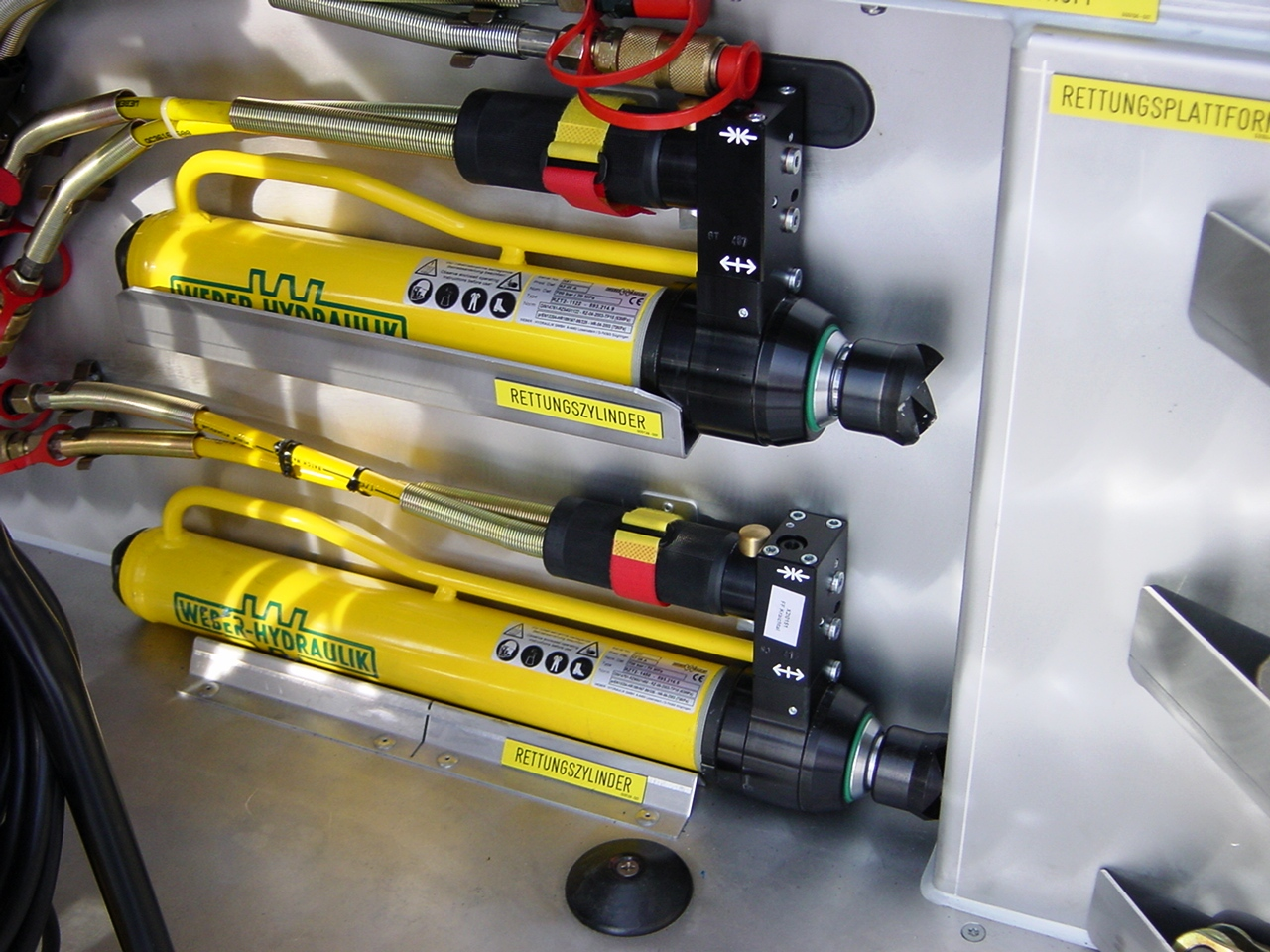
Rettungszylindersatz

Meistens gehören auch ein oder mehrere hydraulische Rettungszylinder, auch Hydrozylinder genannt, zum Rettungssatz. Der Rettungszylinder wird beispielsweise dazu benutzt, den vorderen Teil des verunfallten Kfz wegzudrücken. Hierzu wird der Schweller auf Höhe der A-Säule (wobei hier auf pyrotechnische Gurtstraffer oder Lastkabel bei Hybrid-Fahrzeugen zu achten ist) eingeschnitten (bei verformten Fahrzeugen oftmals gar nicht mehr nötig) und der Rettungszylinder zwischen A-Säule und B-Säule diagonal angesetzt. Dabei sollte bei neueren Fahrzeugen darauf geachtet werden, dass an der A-Säule der Armaturenbrett-Querträger getroffen wird, damit die Säule nicht einfach abreißt. Diese Geräte können je nach Ausführung Öffnungen von ca. 320 mm auf bis zu 1640 mm vergrößern, in diesem Bereich wirken Kräfte von bis zu 270 kN. Rettungszylinder in Teleskopausführung (siehe Bild) erreichen bei kompakter Abmessung und kleiner Anfangslänge maximale Öffnungsweite. Je nach Ausführung eignen sich Rettungszylinder zum Drücken und Ziehen. Sie werden vor allem dann eingesetzt, wenn die Öffnungsweite des Rettungsspreizers nicht mehr ausreicht. In Verbindung mit einem Schwelleraufsatz kann der Rettungszylinder optimal und sicher (kein Abrutschen) angesetzt werden. Die B-Säule ist dadurch ausreichend geschützt und ein Durchbrechen des Zylinders wird so verhindert.

### Schneidgerät für spannungsarmes Schneiden
Zum Rettungssatz kann auch noch ein Kleinschneidgerät gehören. Auf Grund seiner geringen Abmessungen kann es Pedale im Fußraum oder Sitzscharniere schneiden.
Dieses Schneidgerät, auch Pedalschneider genannt, arbeitet spannungsarm, da im Gegensatz zum normalen Schneidgerät nur eine Klinge beweglich ist.

### Zubehör

#### Allgemeines Zubehör
Der hydraulische Rettungssatz wird je nach den Bedürfnissen der einzelnen Rettungs- und Hilfsorganisationen durch diverses Zubehör ergänzt. Dieses umfasst z. B. diverse Anschlaghilfen (Zughaken- und Ketten um eine Lenksäule zu ziehen), Rüstholz bzw. Unterbaumaterial, Gerätschaften zum Glasmanagement (Federkörner, Glasschneider, Folien bzw. Klebeband zum Abkleben von Scheiben), Gurtmesser, Hilfsmittel zum Patientenschutz, Airbagschutz und vieles mehr.

#### Spreizerkette
Die Spreizerkette ermöglicht es, den Rettungsspreizer zum Zusammenziehen von Gegenständen zu verwenden. Sie besteht aus zwei Hakenketten sowie einem Einhänghaken, der an die Spitze des Spreizers montiert wird. Durch das Schließen des Spreizers kann so Zugkraft auf Gegenstände ausgewirkt werden.
Die Spreizerkette wird beim patientengerechten Retten verwendet, indem die Lenksäule eines Fahrzeugs von einer eingeklemmten Person weggezogen wird und diese somit leichter befreit werden kann. Da hierbei allerdings zusätzliche Verletzungsgefahr für das Opfer besteht, sind die Feuerwehren vielerorts dazu übergegangen, den Motorraum mittels Rettungszylinder nach vorne wegzudrücken. Dies bietet den zusätzlichen Vorteil, dass der Spreizer frei verfügbar bleibt.

## Einsatzbereiche

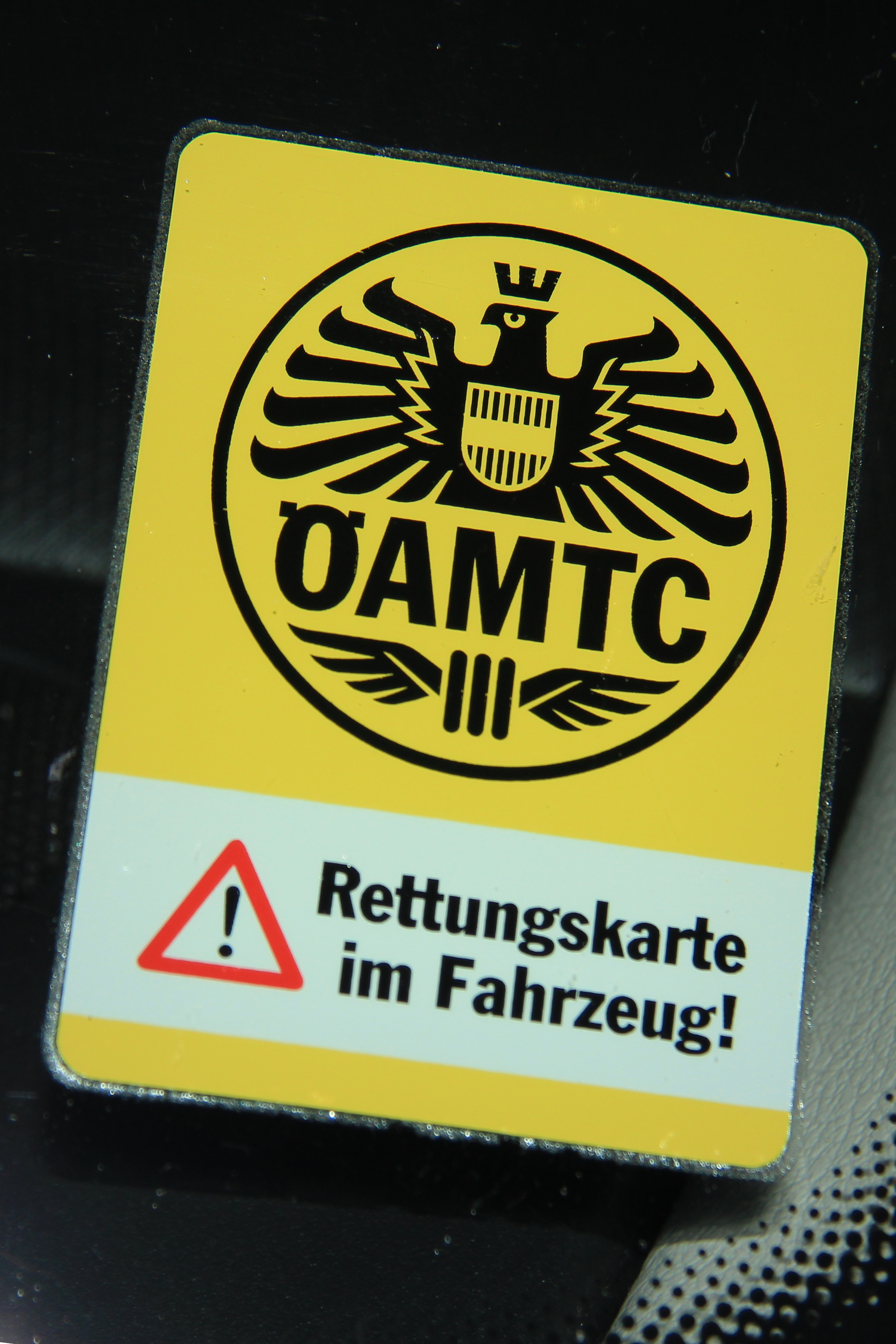
Hinweis des ÖAMTC, dass sich eine Rettungskarte an Bord befindet.

Bei der Einsatztätigkeit der Feuerwehr im Fahrzeugbereich wird auch verstärkt der hydraulische Rettungssatz bei verunfallten Fahrzeugen zum Freischneiden verwendet. Da aber speziell bei den Fahrzeugteilen, die man zum Öffnen eines Fahrzeuges mit der Bergeschere bearbeiten muss, oft auch Kabelstränge oder Airbags eingebaut sind, ist hier besondere Vorsicht geboten. Um diese Gefahren leichter zu erkennen, haben manche Fahrzeuge eine Rettungskarte an Bord.

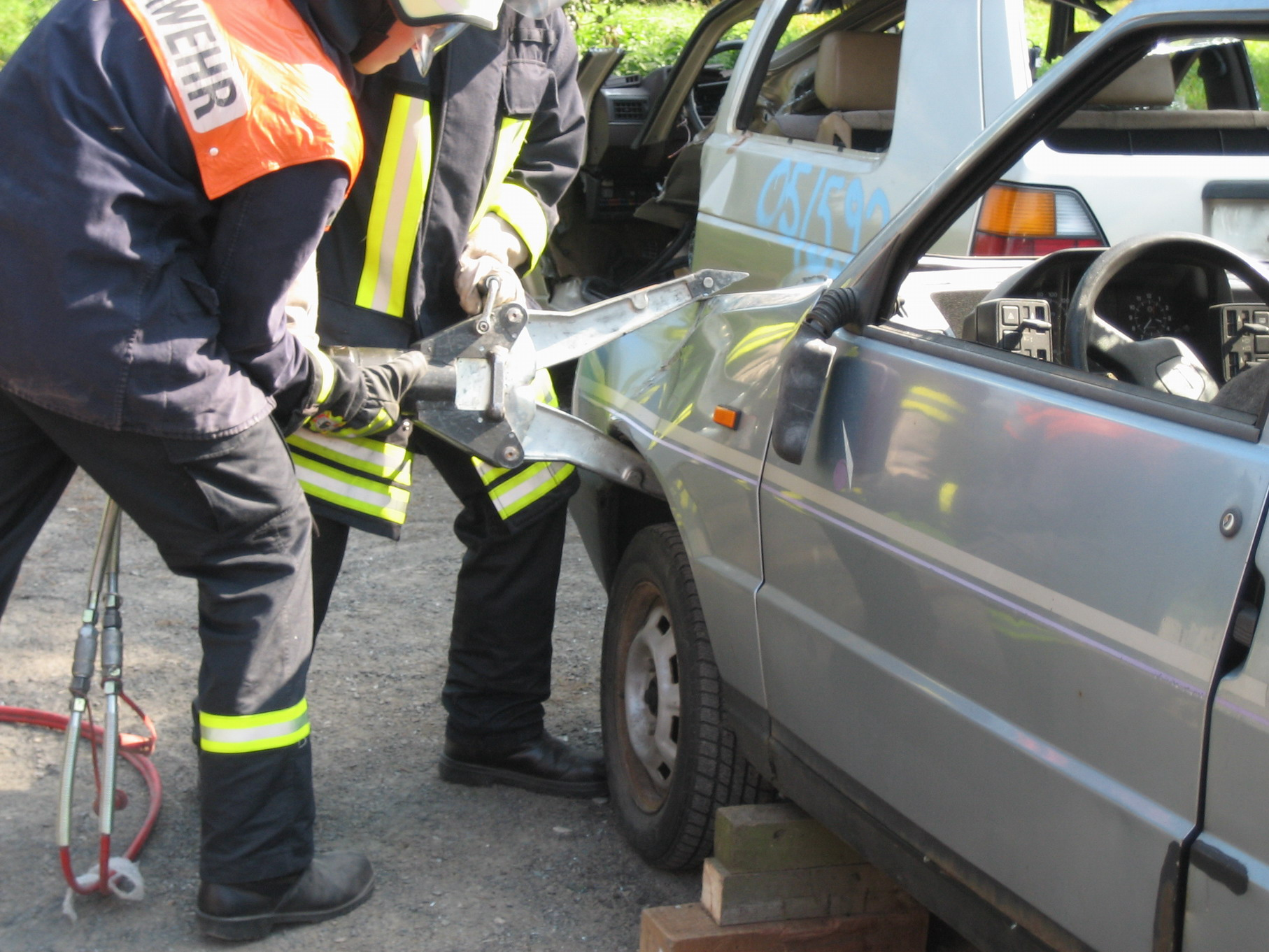
Schaffen einer Arbeitsöffnung am Türscharnier
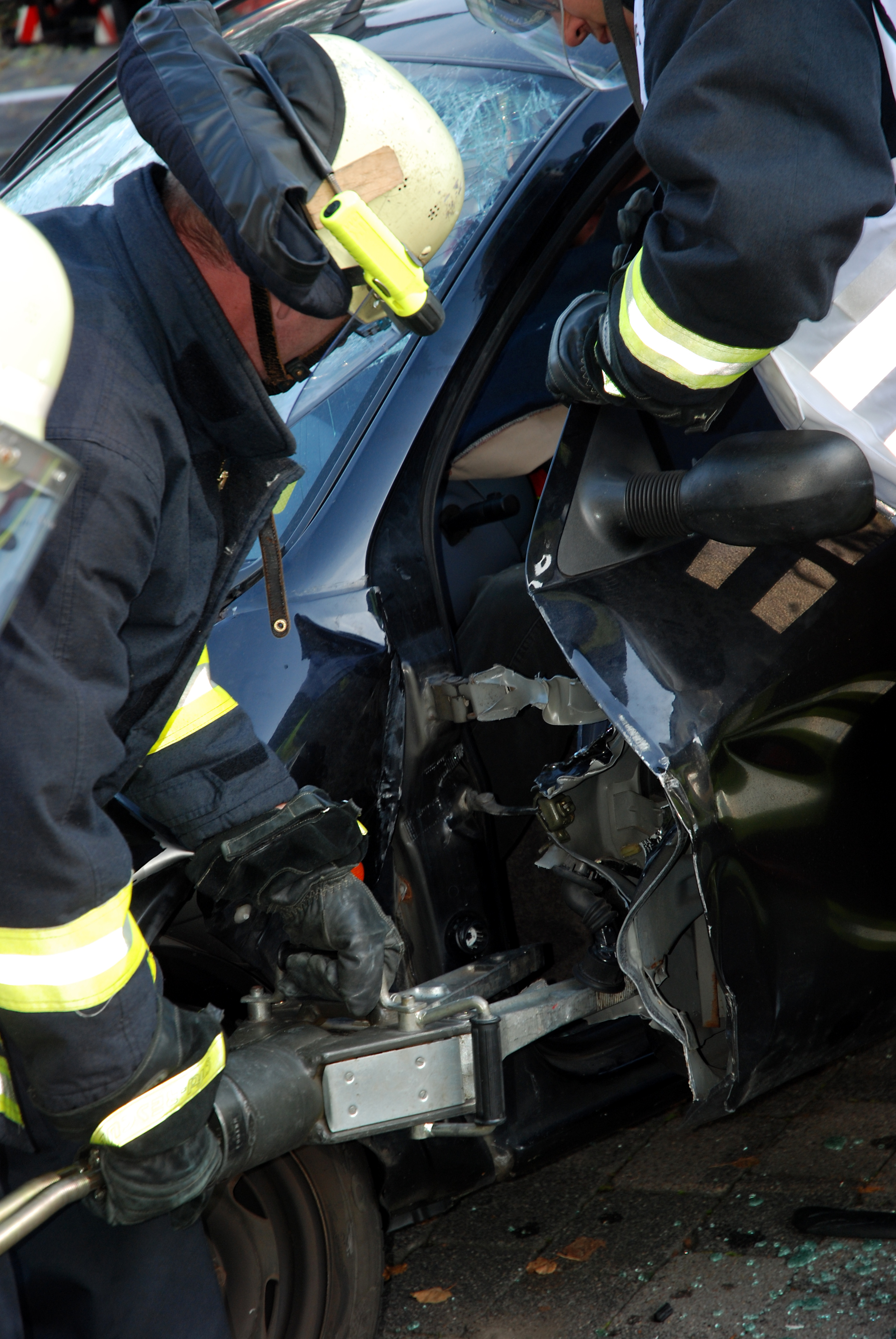
Abtrennen der Fahrertür
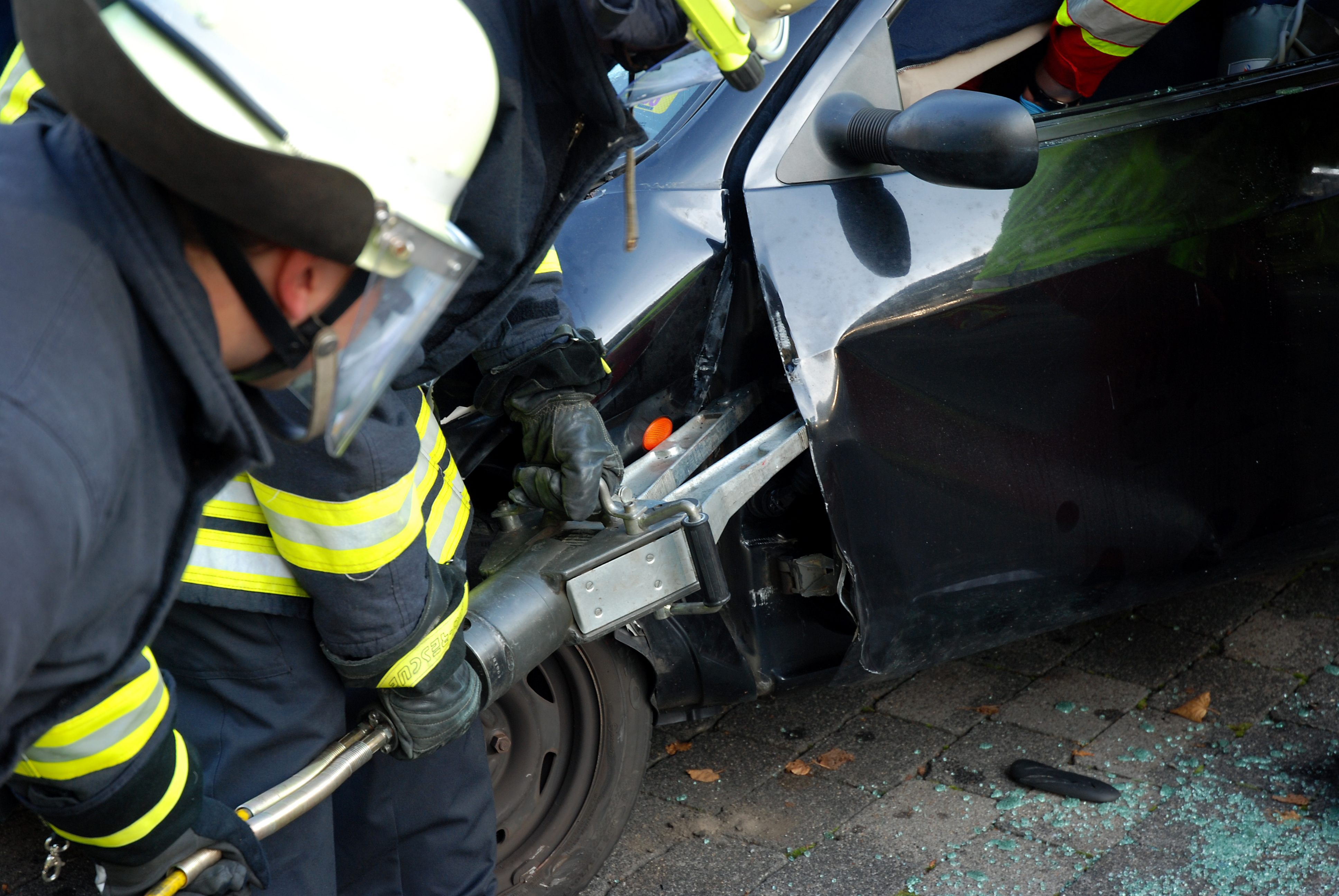
Hydraulischer Spreizer im Einsatz bei einer Übung zum Abtrennen der Tür
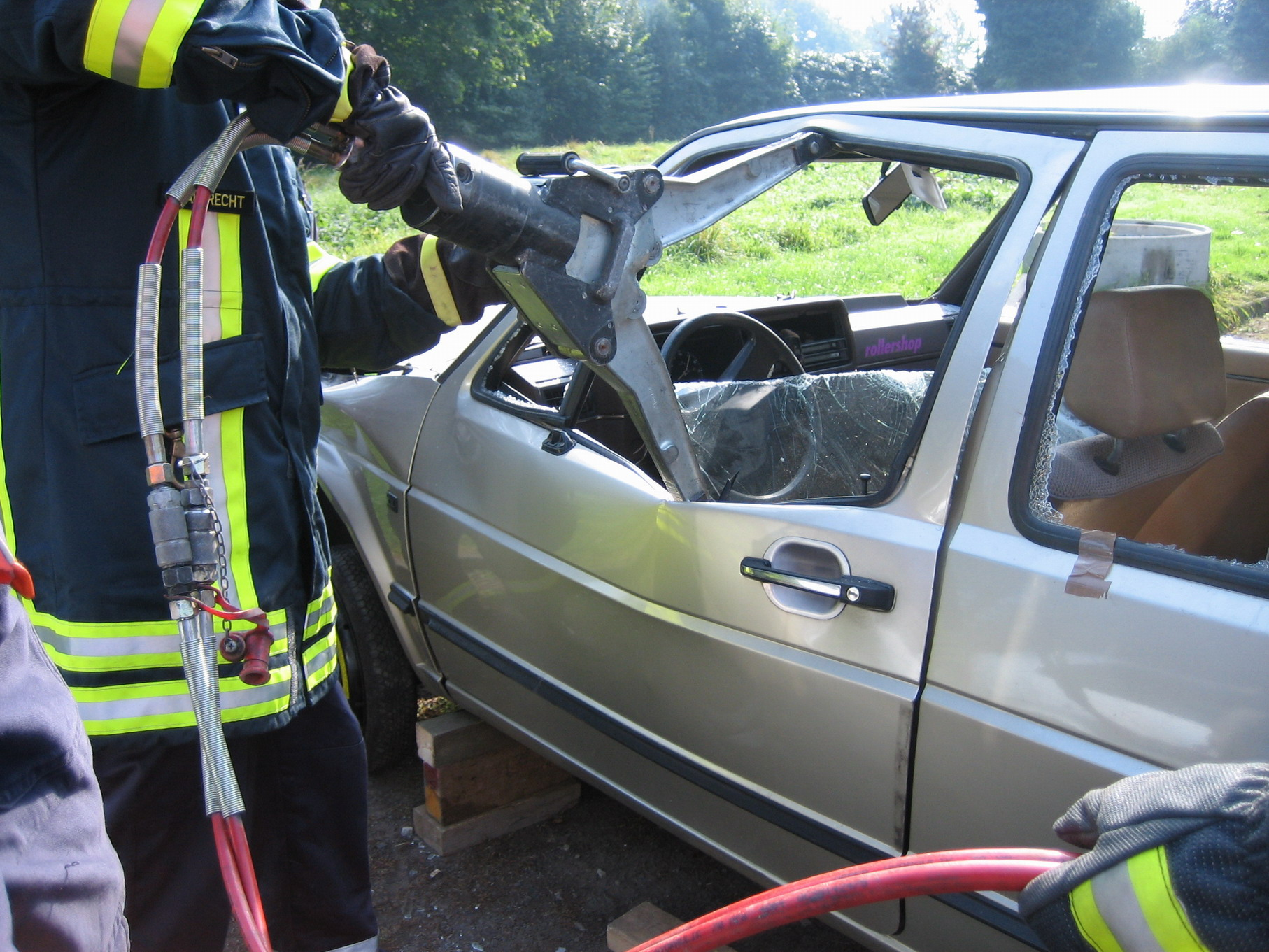
Schaffen einer Arbeitsöffnung an der Tür
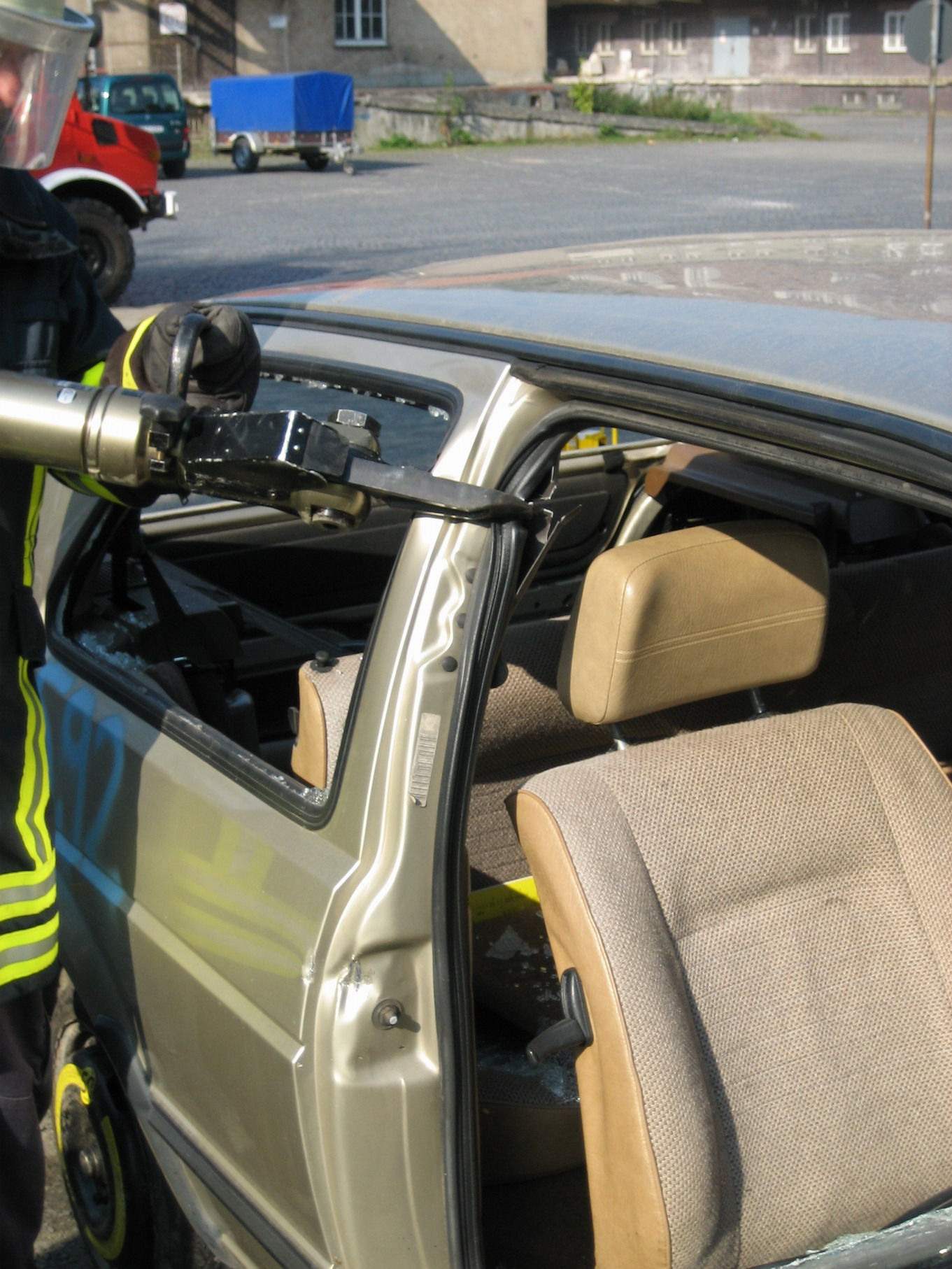
Einsatz der Rettungsschere, Durchtrennen der B-Säule
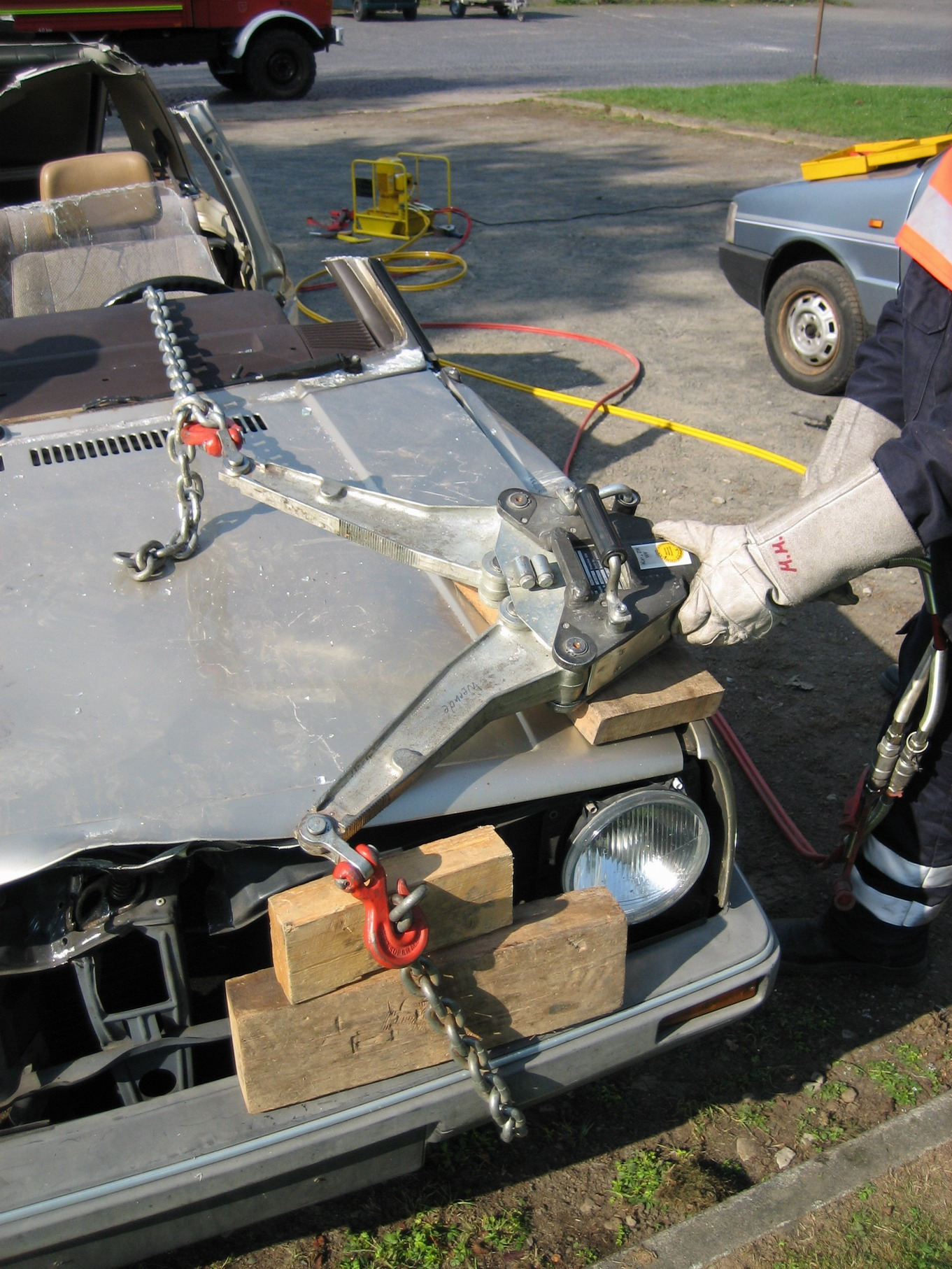
Hochziehen der Lenksäule (heutzutage unüblich)

## Europäische Hersteller
- Holmatro (Niederlande)
- Lancier / AWG (Deutschland)
- Lukas (Deutschland)
- Resqtec / Zumro (Niederlande)
- Weber Hydraulik (Deutschland)